# Lamprospilus netesca
Lamprospilus netesca is een vlinder uit de familie van de Lycaenidae. De wetenschappelijke naam van de soort werd als Thecla netesca gepubliceerd in 1920 door Draudt.